# Danièle Sallenave
Danièle Sallenave (Angers, 28 ottobre 1940) è una scrittrice e giornalista francese, membro dell'Académie française da aprile 2011.
Dopo avere scritto per i quotidiani Le Monde e Le Messager européen e per le riviste Les temps modernes e Digraphe, si dedicò alla narrativa e alla traduzione, per lo più di opere in italiano (in particolare quelle di Italo Calvino, Pier Paolo Pasolini e Roberto Calasso).

## Attività da scrittrice
Inizialmente vicina al nouveau roman con opere come Paysage de ruines o Le voyage d'Amsterdam ou les règles de la conversation, a partire dagli anni ottanta del XX secolo cambiò stile, virando verso una prosa più classica della quale sono esempi Les portes de Gubbio, Un printemps froid, La vie fantôme, Conversations conjugales, Le principe de ruine. Notevole anche la sua produzione nel campo della saggistica: fra le opere tenute in maggior considerazione si segnalano Les épreuves de l'art, Le don des morts: sur la littérature, Carnets de route en Palestine occupée e dieu.com.
La sua attività da scrittrice le ha valso tre importanti premi letterari: il Premio Théophraste Renaudot, vinto nel 1980 per Les portes de Gubbio, il Prix du jeune théâtre de l'Académie française, conseguito nel 1988, e il Grand Prix de littérature de l'Académie française, ottenuto nel 2005 per il complesso della sua opera letteraria.

## Le accuse di antisemitismo
Alla sua attività giornalistica è legata una disavventura giudiziaria: il 4 giugno 2002 firmò con Edgar Morin e Sami Naïr un articolo dal titolo Israël-Palestine: le cancer, pubblicato su Le Monde. L'intervento le valse l'accusa di antisemitismo e una condanna per diffamazione razziale. La condanna, però, fu annullata nel 2006.

## L'elezione all'Académie française
Dopo la morte di Maurice Druon, nel mese di aprile 2011 fu candidata per occupare il seggio numero 30 dell'Académie française. Nella votazione ottenne 18 voti, battendo Jean-Louis Servan-Schreibe e diventando così la settima donna della storia a sedere fra gli accademici di Francia.